# Jungzug 2
Jungzug 2 ist ein Hitlerjugendroman aus dem Jahr 1936, der von dem 19-jährigen Alfred Weidenmann verfasst wurde.

## Schwertworte
Zu Anfang stehen die 7 Schwertworte der Hitler-Jugend:
- Härte
- Tapferkeit
- Treue
- Haltung
- Wahrheit
- Kameradschaft
- Ehre

## Zeit
Die Zeit zu Beginn der Handlung ist Ende März 1933.
Der Roman beginnt in Stuttgart, in der Haußmannstrasse und auf der Uhlandshöhe. Später auf Langeoog und wieder in Stuttgart.

## Handlung
Zunächst wird eine jugendliche Straßenbande gezeigt, deren Anführer Ulla ist, ein 15-jähriger Junge, der mit seinen Spielgefährten die Straßen unsicher macht. In einem grauen Hinterhof haben sie eine "Höhle" gebaut.
Hauptheld der Geschichte ist der 15-jährige Wolf Renner, ein Kfz-Lehrling, der in einer Werkstatt beschäftigt ist. Seine Mutter ist Putzfrau, der Vater im Ersten Weltkrieg gefallen. Mutter Renner könnte zwar von der kleinen Witwenrente leben, doch ihr Sohn ist im Wachsen und braucht einiges.
Wolf und sechs andere Hitlerjungen waren bereits in der "Kampfzeit" aktiv. Die Mutter hatte oft Angst um ihren Sohn. Sein Auftrag vom "FäFü" (= Fähnleinführer) lautet, einen Jungzug aufzubauen. Mit den anderen Jungen organisiert er in der Kelterschule einen ersten Heim- und Werbeabend. Am Anfang haben alle ein mulmiges Gefühl. Am Ende besteht der Jungzug aus 52 Pimpfen.
Wolf legt sich eine Personalliste an und führt sorgfältig sein Dienstbuch. In einer ehemaligen Werkstatt auf der Uhlandshöhe, die dem Vater von Assa gehört, finden sie ein Heim, das sie nach ihrem eigenen Geschmack aus- und umbauen. Nur Ulla hat sich der Hitlerjugend als einziger nicht angeschlossen und ist sehr verstimmt.
Im Sommer fahren die Hitlerjungen für zwei Wochen an die Nordsee – auf die Insel Langeoog. Dort errichten sie ein Zeltlager und betreiben Geländespiele. (Dieser Abschnitt nimmt einen sehr breiten Raum ein.) In der Zwischenzeit zündet Ulla das HJ-Heim mit Benzin an. Als sie wieder sonnengebräunt von ihrer Reise zurückkommen, stehen sie vor den rauchenden Trümmern. Sie beschließen trotz dieses Rückschlags, auf diesem Grund ein neues Heim zu errichten.
An dieser Stelle bricht die Erzählung unvermittelt ab, ohne dass man von der Fertigstellung des Hauses oder vom Brandstifter Ulla noch etwas erfährt.

## Erstausgabe
- Jungzug 2. 50 Jungen im Dienst. Text, Fotos und Zeichngn von Alfred Weidenmann. Loewe Verlag, Stuttgart [1936], 214 Seiten